# District de Shuangtaizi
Le district de Shuangtaizi (双台子区 ; pinyin : Shuāngtáizi Qū) est une subdivision administrative de la province du Liaoning en Chine. Il est placé sous la juridiction de la ville-préfecture de Panjin dont il couvre la partie nord.